# Rhadinopsylla accola
Rhadinopsylla accola är en loppart som beskrevs av Wagner 1930. Rhadinopsylla accola ingår i släktet Rhadinopsylla och familjen mullvadsloppor. Inga underarter finns listade i Catalogue of Life.